# Arroio Taquari Mirim
Arroio Taquari Mirim är ett vattendrag i Brasilien.   Det ligger i delstaten Rio Grande do Sul, i den södra delen av landet, 1 600 kilometer söder om huvudstaden Brasília.
Omgivningen kring Arroio Taquari Mirim är en mosaik av jordbruksmark och naturlig växtlighet. Området är glesbefolkat, med 8 invånare per kvadratkilometer.